# FFTアナライザ

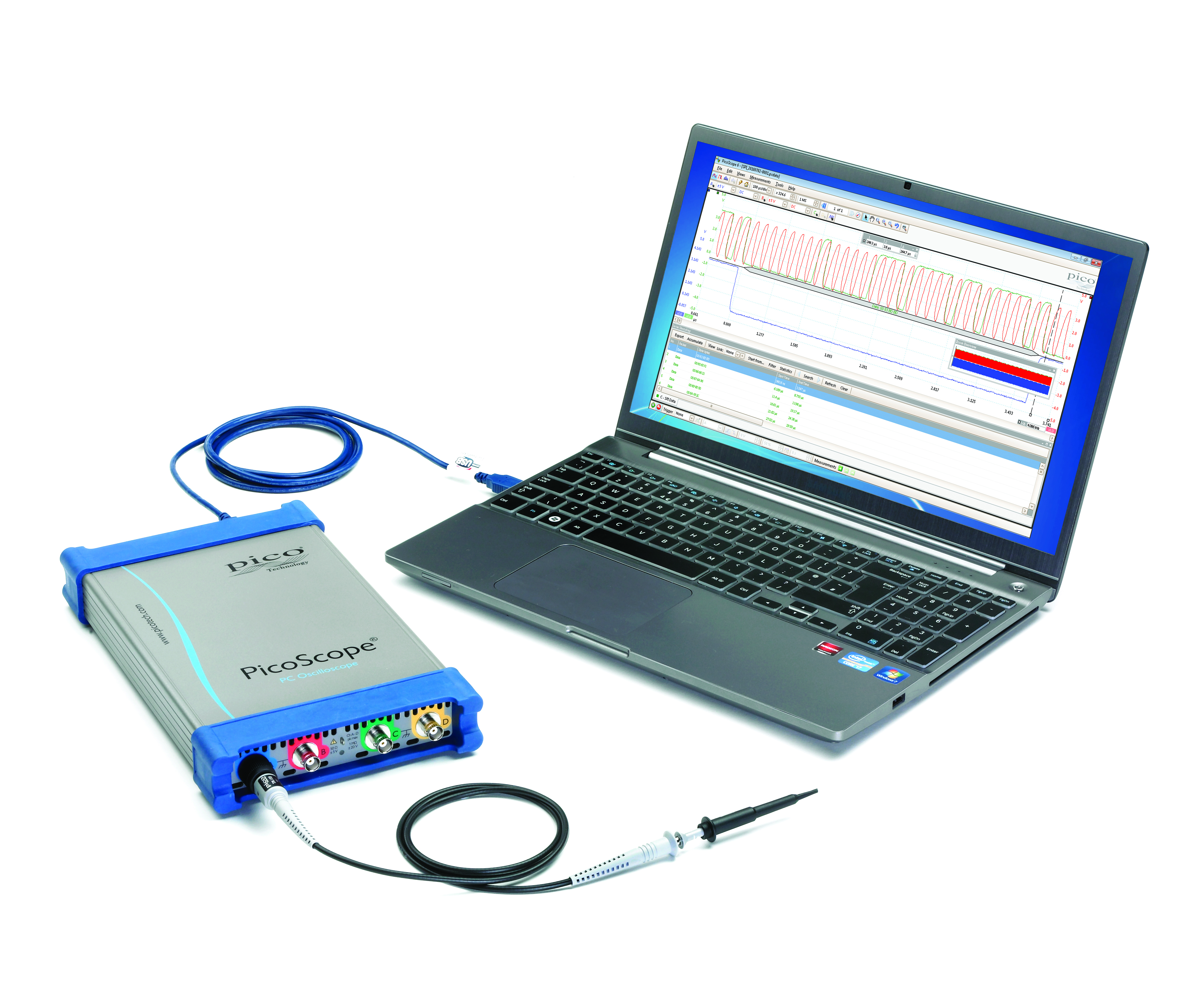
FFTアナライザとしても使用できるPCベースのデジタル・ストレージ・オシロスコープ

FFTアナライザとは取得した信号や波形の周波数分布を高速フーリエ変換によって周波数ドメインで表示する計測器である。

## 概要
フランスの数理学者ジョゼフ・フーリエの発見したフーリエ変換は、理論的にはフーリエ級数をその源としていてどんな複雑な波形も同じ形を繰り返す周期性を持った波であれば、複数の単純な正弦波（Sin 波）と余弦波（Cos 波）の級数で表現することが出来るという理論に基づく。周波数分布を調べる計測器としてはスペクトラムアナライザがあるが、従来のスペクトラムアナライザはアナログ回路で構成されていたのに対してFFTアナライザではADコンバーターによって採取した波形をデジタル化してから高速フーリエ変換することによって周波数の強度分布を算出する。
従来はADコンバーターのサンプリング周波数が低かったために測定対象は主に音声や振動のように比較的低い周波数帯を対象にしていたが、近年ではADコンバーターが高速化した事により高周波にも対応する機種が登場している。
近年では単体の計測器としてのFFTアナライザよりもFFTモードを備えたデジタル・ストレージ・オシロスコープやパーソナルコンピュータにUSBで接続したりPCIバスで増設してより高度な処理に対応したり柔軟性に優れた機種が主流になりつつある。

## 用途
機械類の振動の調査、加速度センサーを供試品に設置して用いてハンマーで叩いて共振周波数を調べたり（ハンマテスト）、核磁気共鳴分光計で取得した信号の周波数を分布を調べたり、潜水艦等で集音装置で収集した音(音紋)を解析して艦種を特定したり、建築物の老朽化を調査するため等に使用される。

## メーカー
- 小野測器
- リオン
- エヌティーエンジニアリング
- 菊水電子工業
- ナショナルインスツルメンツ
- Pico Technology

## 文献
- 城戶健一『FFTアナライザ活用マニュアル』日本プラントメンテナンス協会、1984年。ISBN 978-4-88956-001-5。
- 城戶健一『2チャンネルFFTアナライザ活用マニュアル』日本プラントメンテナンス協会、1985年。ISBN 978-4-88956-010-7。
- 小野隆彦『やさしいFFTアナライザの使い方』オーム社、1993年。ISBN 978-4-274-03436-7。
- 鳥居孝夫『計測と信号処理』コロナ社〈メカトロニクス教科書シリーズ〉、1997年。ISBN 978-4-339-04400-3。